# Floa
Floa, anciennement Banque Casino, est une banque en ligne. L'entreprise propose des services de financement et de paiement aux particuliers et aux professionnels de l’e-commerce. Début 2022, elle rejoint le 1ᵉʳ groupe bancaire européen BNP Paribas.

## Histoire

### Banque Casino
Le Groupe Casino crée en 2001 Banque Casino. Dix ans plus tard, le Crédit Mutuel-CIC devient actionnaire pour la moitié des parts. Banque Casino déploie en 2018 une solution de paiement en plusieurs fois et scelle un partenariat avec l'entreprise de technologie financière Lydia. 

### Floa
En 2020, l'établissement change de dénomination sociale pour Floa,.
En 2021, le groupe BNP Paribas achète FLOA.

## Implémentation
Le groupe est implanté en France ainsi qu'à l'étranger, en Espagne, en Italie, aux Pays-Bas, au Portugal et en Belgique. 